# Mycoaciella
Mycoaciella là một chi nấm thuộc họ Meruliaceae.